# Mikaël Kingsbury
Mikaël Kingsbury (* 24. července 1992, Sainte-Agathe-des-Monts, Kanada) je kanadský akrobatický lyžař-boulař. Boulím se věnuje od svých osmi let. Připravuje se v lyžařském středisku Mont Saint-Sauveur nedaleko Montréalu pod vedením Roba Kobera. V kanadské reprezentaci se pohybuje od roku 2009. První vítězství ve světovém poháru zaznamenal v sezoně 2010/11. V sezoně 2011/12 vyhrál poprvé celkové hodnocení světového poháru. V roce 2014 startoval na olympijských hrách v Soči a v jízdě v boulích vybojoval stříbrnou olympijskou medaili. V roce 2018 vybojoval v jízdě v boulích zlatou olympijskou medaili na olympijských hrách v Pchjongčchangu. Je mistrem světa v jízdě v boulích z let 2013, 2019, 2021 a 2023 a mistrem světa v paralelní jízdě v boulích z let 2015, 2019, 2021, 2023 a 2025.